# چک-سینه‌سرخ‌های جنگلی
چک-سینه‌سرخ‌های جنگلی (نام علمی: Cossypha) پرندگان حشره‌خوار کوچکی هستند که بیشتر گونه‌ها چک-سینه‌سرخ نامیده می‌شوند. آنها در گذشته در خانواده توکایان (Turdidae) بودند، اما اکنون بیشتر به عنوان بخشی از مگس‌گیران جهان قدیم (Muscicapidae رفتار می‌شوند.
اینها گونه‌های ساکن جنگل‌های آفریقایی هستند، اما برخی از آنها با مکان‌های پیرامونی سکونت انسان سازگار شده‌اند.
این سرده دارای هشت گونه است.